# Teshi Old Town
Teshi Old Town (engelska: Teshie) är en del av en befolkad plats i Ghana.   Den ligger i regionen Storaccra, i den södra delen av landet, 10 km öster om huvudstaden Accra. Teshi Old Town ligger 13 meter över havet och antalet invånare är 144 013.
Terrängen runt Teshi Old Town är platt. Havet är nära Teshi Old Town åt sydost.  Närmaste större samhälle är Accra, 10,4 km väster om Teshi Old Town.